# Anzia corallophora
Anzia corallophora är en lavart som beskrevs av Yoshim. Anzia corallophora ingår i släktet Anzia och familjen Parmeliaceae.   Inga underarter finns listade i Catalogue of Life.